# Список дипломатических миссий в Лаосе
В настоящий момент (на ноябрь 2012 года) в столице Лаоса Вьентьяне размещены дипломатические представительства 22 стран. Ещё 51 страна имеет своих дипломатических представителей в Лаосе в своих дипучреждениях, расположенных в других странах.

## Посольства
Вьетньян
| - Австралия - Бруней - Камбоджа - Китай - Куба - Франция - Германия - Индия - Индонезия - Япония - КНДР | - Республика Корея - Малайзия - Монголия - Мьянма - Филиппины - Россия - Сингапур - Таиланд - Великобритания - США - Вьетнам |

## Генеральные консульства
Паксе, провинция Тямпасак.
- Вьетнам

Саваннакхет, провинция Саваннакхет.
- Таиланд
- Вьетнам

## Аккредитованные посольства в других странах
Кроме специально отмеченных, ниже перечисленные страны имеют своих дипломатических представителей в Лаосе, аккредитованных в Бангкоке.
| - Афганистан (Ханой) - Албания (Ханой) - Алжир (Ханой) - Аргентина - Австрия - Бангладеш (Ханой) - Бельгия - Бенин (Пекин) - Канада - Чили - Хорватия (Куала-Лумпур) - Кипр (Нью-Йорк) - Чехия - Дания - Европейский союз(Бангкок) - Египет (Ханой) - Финляндия (Ханой) - Грузия (Тбилиси) - Греция - Гвинея (Пекин) - Венгрия (Ханой) - Иран - Ирак (Ханой) - Ирландия (Куала-Лумпур) - Израиль - Италия (Ханой) | - Ливия (Ханой) - Люксембург - Мали (Пекин) - Мексика - Непал (Янгон) - Нидерланды - Новая Зеландия (Ханой) - Никарагуа (Ханой) - Норвегия - Пакистан - Папуа — Новая Гвинея (Джакарта) - Португалия - Румыния (Ханой) - Саудовская Аравия (Нью-Дели) - Сербия (Янгон) - Сейшельские Острова (Пекин) - ЮАР - Испания - Шри-Ланка - Швеция - Швейцария (Ханой) - Танзания (Пекин) - Тунис (Нью-Дели) - Турция - Йемен (Пекин) - Замбия (Пекин) |

Интересы САДР в Лаосе представляет представительство САДР в Нью-Дели,
интересы Палестинской национальной автономии — представительство ПНА в Ханое.